# Endropiodes occidentalis
Endropiodes occidentalis là một loài bướm đêm trong họ Geometridae.